# Stepove, Cernihivka
Stepove (în ucraineană Степове) este un sat în comuna Vladivka din raionul Cernihivka, regiunea Zaporijjea, Ucraina.

## Demografie
Componența lingvistică a localității Stepove
     Ucraineană (93,46%)
     Rusă (5,61%)
     Alte limbi (0,93%)
Conform recensământului din 2001, majoritatea populației localității Stepove era vorbitoare de ucraineană (93,46%), existând în minoritate și vorbitori de rusă (5,61%).